# ساكن الحرج أركاديوس
ساكن الحرج أركاديوس (الاسم العلمي: Bebearia arcadius)، نوع من الفراشات التي تتبع فصيلة الحورائيات. يوجد في غانا وسيراليون وساحل العاج وغانا وليبيريا. يألف الغابات ذات الرطوبة المرتفعة.
تنجذب الفراشات البالغة منه إلى الفواكه الساقطة.